# 莊永桓
莊永桓，JP，香港公務員，現任勞工及福利局副秘書長，曾擔任北區民政事務專員。他在16歲移居香港後曾經歷失學及勤工助学生活，及後成功於香港大學取得一級榮譽學士學位，並加入香港政府任職政務主任。他除了曾在政府總部效力於工商及科技局及保安局等決策局外，亦兩度於民政事務總署任職，包括在2017年8月獲委任為北區民政事務專員。

## 早年生活
莊永桓在16歲時才從出生地中华人民共和国福建省移居香港。莊來港後入讀中三級，惟因中學倒閉而失學，轉輾到金飾工場擔任學徒。在一年後，他以半工讀形式於夜校修讀香港中學會考課程。因重返校園及勤工助学帶來壓力，他在中五時決定改於速遞公司從事配送工作，甚至於會考前三個月辭工以爭取時間溫習。他在會考中取得於夜校罕見的佳績，繼而在夜校校長鼓勵下轉至日校修讀预科課程，而課餘時間則在影碟出租店兼職店員，並利用店內設備收看英語節目進修。及後，他順利入讀香港大學，並以一級榮譽取得學士學位。

## 公務員生涯

### 早期生涯

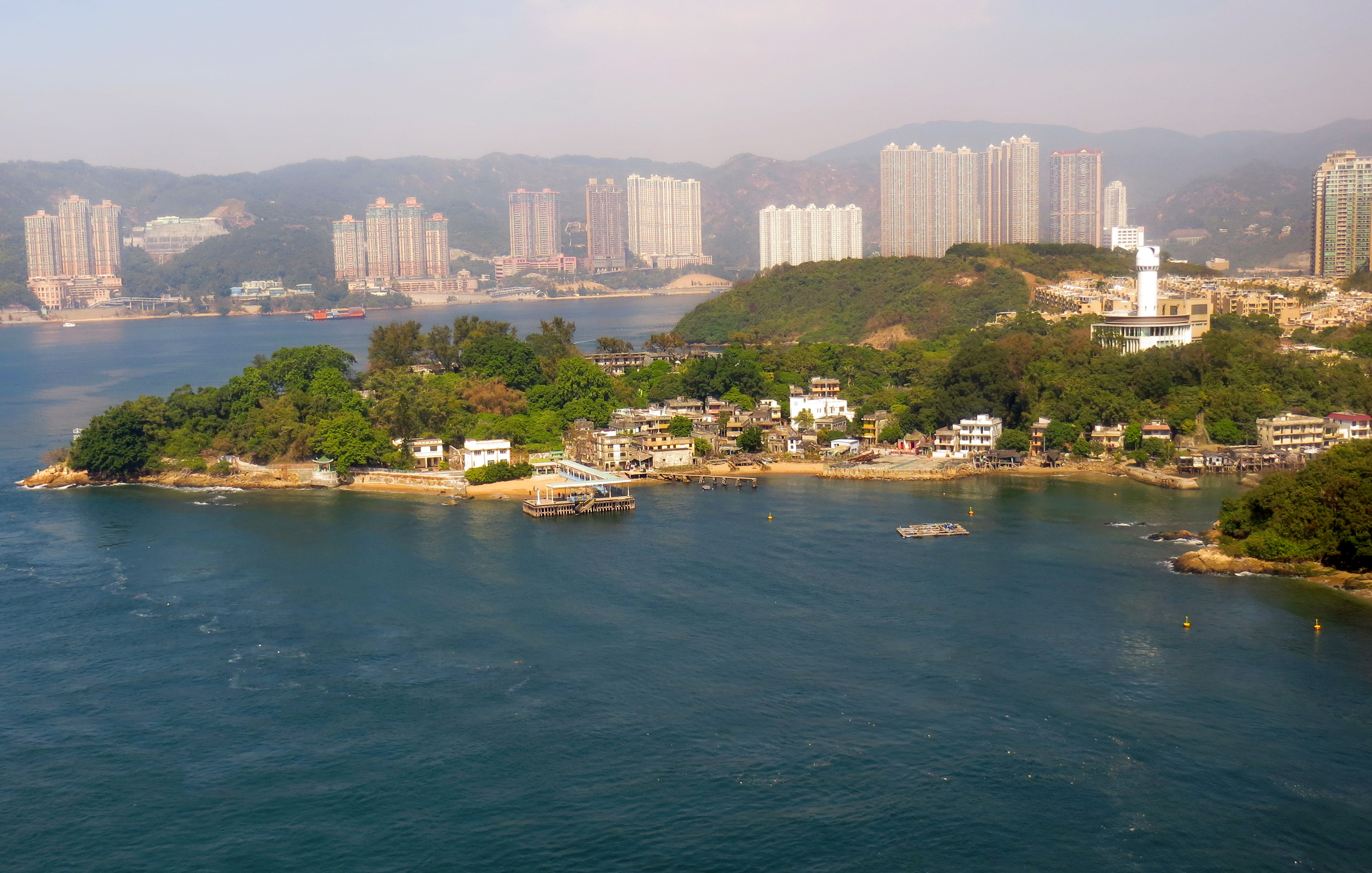
莊永桓曾與鄉郊居民爭論度假屋領牌問題

莊永桓在2001年獲香港政府聘任為政務主任，並被派至民政事務總署任職。他在民政總署內負責統籌牌照事務處的工作，其中包括在上任不久後就決定要求度假屋按《旅館業條例》申請牌照，而這則引起南大嶼山鄉紳吳錦泉強烈反對。及後，他調任至政府總部，於工商及科技局出任助理秘書長，負責公共廣播、影視發展及管制等政策，當中包括監督電影貸款保證基金計劃和支援公共廣播服務檢討委員會的工作。在2007年春季，他改任保安局助理秘書長，負責香港警務處的內務管理及水上條例的修訂工作。
莊在2014年晉升為發展局首席助理秘書長，負責監察及監督用地開發和供應，包括賣地政策及鐵路物業發展等事務。他曾與多個部門共同負責補地價仲裁先導計劃，亦為專責增加整體土地供應的官員之一。另外，他曾於2016年香港選舉委員會界別分組選舉中兼任建築、測量、都市規劃及園境界功能界別和地產及建造界功能界別的選舉主任。

### 北區專員
港府委任莊永桓於2017年8月21日起出任北區民政事務專員，亦在同月25日起身兼官守太平紳士，而北區地方領袖及組織更在同年9月設宴慶祝他的履新和歡送卸任的尤建中。隨著中港關係日漸融合，位於邊境的北區在莊的任內大興土木，包括興建香園圍管制站、擴建北區醫院、活化前粉嶺裁判法院和設立紅花嶺郊野公園等。在2022年7月27日，他因在對抗2019冠狀病毒病香港疫情的傑出工作而於香港2022年度授勳及嘉獎名單上獲頒發行政長官公共服務獎狀。在2023年1月，港府計劃由粉嶺站斥資11億港元建行人天橋連接聯和墟，莊也在眾多反對聲音下爭取到北區區議會支持。他在2023年7月31日調回政府總部，並由賴子堅繼任專員。由於黃大仙民政事務專員黃智華在同年8月24日舉行盛大歡送會引發過份奢華爭議，在同年7月19日同樣舉行餞別宴的莊亦因而受到質疑。

### 返回政總
莊永桓離任北區專員後隨即在2023年7月31日上任勞工及福利局副秘書長，負責監督社會保障、在職家庭津貼及長者政策等，並定期在社會福利諮詢委員會及安老事務委員會上向委員會解釋港府的最新政策。及後，針對領取綜合社會保障援助計劃的長者入住廣東的安老院，他增加了合資格院舍的數量，並為參與的長者提供一萬及三萬人民幣的診症及住院醫療津貼。然而，香港立法會議員狄志遠、周小松及陳家珮等人對該計劃的吸引力及可行性提出了質疑。他在2024年確任首長級乙級政務官，以及在同年8月16日再獲委任為官守太平紳士。

## 個人生活
莊永桓對學習有濃厚興趣，在工餘時會閱讀政治及經濟書籍，而他亦已考取硕士學位。

## 榮譽

### 嘉獎
- 行政長官公共服務獎狀（香港2022年度授勳及嘉獎名單；2022年7月27日）[20]

### 殊勳
- 官守太平紳士（J.P.）（2017年8月25日－2023年7月30日；2024年8月16日－）[14][30]

### 頭銜
- 莊永桓，JP（Chong Wing-wun, JP，2017年8月25日－2023年7月30日；2024年8月16日－）[14][30]